# Telesforos
Telesforos (Τελεσφόρος), znany też jako Akesis (Άκεσις) lub Euamerion (Ευαμεριων) – w mitologii greckiej młodzieńczy bóg, syn Asklepiosa, uważany za bóstwo przynoszące chorym wyzdrowienie.
Przedstawiany zwykle jako postać o dziecinnym wyglądzie (παἶς), szczelnie owinięta długim płaszczem z kapturem na głowie. Według Pauzaniasza (Periegesis tes Hellados II 11,7), jego kult obecny już w Epidauros i wprowadzony przez tamtejszą wyrocznię w Pergamonie ok. 100 roku n.e. (najwcześniejsze inskrypcje datowane 98-102 n.e.), szybko zdobył popularność, rozprzestrzeniając się na zachodnie prowincje cesarstwa rzymskiego. Często wyobrażany obok Asklepiosa lub pomiędzy nim i Higieją. Uważany był za dobrego geniusza skrytej, tajemnej siły witalnej bądź też bóstwo chroniące ozdrowieńców przed ponownym zapadnięciem w chorobę. Uznawany również za bóstwo pochodzenia trackiego, według niektórych mitów był bratem Higiei.